# ماثياس كريستنسن
ماثياس كريستنسن (بالدنماركية: Mathias Kristensen)‏ (21 مارس 1997 - ) هو لاعب كرة قدم دانمركي في مركز الوسط. لعب مع نادي إيسبيرغ.

## وصلات خارجية
- ماثياس كريستنسن على موقع قاعدة بيانات كرة القدم.إي يو (الإنجليزية)
- ماثياس كريستنسن على موقع Soccerway.com (الإنجليزية)